# Nana Akufo-Addo
Nana Addo Dankwa Akufo-Addo, född 29 mars 1944 i Accra, är en ghanansk politiker och landets president sedan 7 januari 2017.
Nana Akufo-Addo har tidigare arbetat som advokat inom mänskliga rättigheter.
Som det Nya patriotiska partiets presidentkandidat erövrade han flest röster (49,13 %) i första valomgången 2008 och ställdes i andra valomgången, den 28 december mot sin huvudmotståndare John Atta Mills. Där förlorade han dock snävt till Mills. Skillnaden blev blott 40 586 röster, och röstningen avgjordes först efter ett distrikt röstat om.
I presidentvalet 2016 vann han över sittande presidenten John Dramani Mahama. I presidentvalet 2020 omvaldes han till en andra mandatperiod.